# Mistrzostwa Europy w Lekkoatletyce 1934 – dziesięciobój mężczyzn
Dziesięciobój lekkoatletyczny mężczyzn był jedną z konkurencji rozgrywanych podczas I Mistrzostw Europy w Turynie. Zawody zostały rozegrane w sobotę 8 i w niedzielę 9 września 1934 roku na Stadionie im. Benito Mussoliniego w Turynie. Zwycięzcą tej konkurencji został niemiecki zawodnik Hans-Heinrich Sievert. Do udziału w rywalizacji zgłoszonych zostało jedenastu zawodników z ośmiu reprezentacji.

## Wyniki
| Poz. | Zawodnik              | Punkty          | 100    | W dal  | Kula    | Wzwyż  | 400    | 110 ppł | Dysk    | Tyczka | Oszczep | 1500   |
| ---- | --------------------- | --------------- | ------ | ------ | ------- | ------ | ------ | ------- | ------- | ------ | ------- | ------ |
| 1    | Hans-Heinrich Sievert | 6667 (8103,245) | 11,2 s | 7,00 m | 14,77 m | 1,80 m | 49,6 s | 16,0 s  | 45,03 m | 3,30 m | 55,47 m | 5:55,2 |
| 2    | Leif Dahlgren         | 6490 (7770,63)  | 11,8 s | 6,47 m | 12,99 m | 1,84 m | 51,0 s | 15,8 s  | 38,83 m | 3,30 m | 52,60 m | 4:46,8 |
| 3    | Jerzy Pławczyk        | 6179 (7552,345) | 11,6 s | 6,36 m | 11,60 m | 1,87 m | 53,4 s | 17,0 s  | 39,84 m | 3,70 m | 50,19 m | 5:07,8 |
| 4    | Jānis Dimza           | 6094 (7451,40)  | 11,6 s | 6,84 m | 14,81 m | 1,87 m | 55,8 s | 17,2 s  | 43,53 m | 3,20 m | 46,20 m | 5:39,6 |
| 5    | Armin Guhl            | 6250 (7347,47)  | 11,2 s | 6,95 m | 11,96 m | 1,84 m | 53,4 s | 16,0 s  | 39,99 m | 2,80 m | 48,12 m | 5:07,2 |
| 6    | Wolrad Eberle         | 5931 (7153,645) | 11,6 s | 5,98 m | 12,98 m | 1,65 m | 51,4 s | 19,8 s  | 38,74 m | 3,20 m | 58,91 m | 4:46,6 |
| 7    | Eletto Contieri       | 5888 (6846,835) | 11,6 s | 6,35 m | 11,68 m | 1,75 m | 51,6 s | 17,6 s  | 32,66 m | 3,00 m | 48,79 m | 4:45,2 |
| 8    | Hermann Ruckstuhl     | 5618 (6548,915) | 12,0 s | 5,84 m | 11,97 m | 1,65 m | 53,0 s | 16,4 s  | 35,90 m | 3,20 m | 43,77 m | 5:05,4 |
| 9    | Maurice Boulanger     | 5552 (6391,09)  | 12,0 s | 6,88 m | 10,81 m | 1,60 m | 53,0 s | 18,4 s  | 28,90 m | 3,40 m | 46,46 m | 4:33,0 |
| 10   | Giovanni Lux          | 5320 (6368,18)  | 12,0 s | 5,68 m | 12,38 m | 1,65 m | 57,0 s | 17,6 s  | 33,58 m | 3,30 m | 52,92 m | 5:28,0 |
| -    | Stasis Sackus         | DNF             | 12,4 s | 5,92 m | 11,13 m | 1,50 m | -      | -       | -       | -      | -       | -      |